# Кутузовская (станция МЦК)
Куту́зовская — остановочный пункт Малого кольца Московской железной дороги, обслуживающий маршрут городского электропоезда — Московское центральное кольцо. Расположен в границах станции Пресня. Открыт 10 сентября 2016 года вместе с открытием пассажирского движения электропоездов МЦК.
Оборудован турникетами, имеется прямая крытая пересадка на одноимённую наземную станцию метро Филёвской линии.

## Расположение
Платформа находится в Западном административном округе на территории района Дорогомилово в месте пересечения линии с Кутузовским проспектом и расположена в границах участковой станции Пресня параллельно одноимённой станции метро. Ранее на месте расположения платформы находилась станция Кутузово, ныне являющаяся парком станции Пресня.

## Технические характеристики
Станция МЦК включает в себя одну высокую островную платформу и два двухэтажных вестибюля, расположенных по разные стороны Кутузовского проспекта.
Платформа станции имеет изогнутую форму и расположена параллельно платформам станции метро Филёвской линии. Середина платформы расположена под автодорожным путепроводом Кутузовского проспекта, проходящим над Малым кольцом и Филёвской линией метро.

## Вестибюли и пересадки
Оба вестибюля расположены на уровне автодорожного путепровода Кутузовского проспекта над обеими линиями и позволяют выполнить внеуличную пересадку в соответствующие вестибюли одноимённой станции метро Филёвской линии, при этом бестурникетная пересадка между метрополитеном и МЦК отсутствует. Пассажиры метрополитена и МЦК могут пересаживаться между линиями с осуществлением билетного контроля, но без дополнительного списывания поездки в течение 90 минут с момента первого прохода, если пассажир сохранил и при пересадке приложил билет, использованный им ранее для входа, при этом при пересадке с МЦК через северный вестибюль поездка не списывается вовсе (прикладывание не требуется). В вестибюлях находятся кассы и турникеты, которые для осуществления прохода и гашения поездок используют единые транспортные карты Московского транспорта, используемые также для проезда в метрополитене и наземном городском транспорте.
Южный вестибюль открылся одновременно с запуском движения по МЦК (10 сентября 2016 года), северный — 10 июля 2017 года. Южный вестибюль совмещён с южным вестибюлем станции метро, от него к платформе ведут лестницы. Северный вестибюль станции совмещён с недавно отремонтированным северным вестибюлем станции метро. Площадь северного вестибюля — 940 м², высота — больше 7 метров; он отделан гранитом и травертином; пол и лестницы покрыты неполированными термообработанными гранитными плитами.
10 сентября 2021 года в южном вестибюле был установлен эскалатор вместо лестницы.
После открытия платформы Кутузовская для линии МЦД-4 на неё тоже осуществляется пересадка.

## Пассажиропоток
Из 31 станции МЦК Кутузовская занимает четвёртое место по популярности. В 2017 году средний пассажиропоток по входу и выходу составил 30 тыс. чел. в день и 902 тыс. чел. в месяц.

## Происшествия
21 ноября 2017 года беременная пассажирка почувствовала себя плохо. Сотрудники метрополитена вызвали медиков и отвели женщину в кабинет начальника. Пассажирка родила девочку до приезда «Скорой». Старший контролер станции, мама троих детей, Елена Пойдюк, помогла появиться на свет девочке, которую назвали Алёной. Схожий случай произошел в январе 2024 года на станции метро «Нагатинская».

## Наземный общественный транспорт
На этой станции можно пересесть на следующие маршруты городского пассажирского транспорта:
- Автобусы: м2, м7, 116, 157, 239, 240, 297, 474, н2

## Галерея

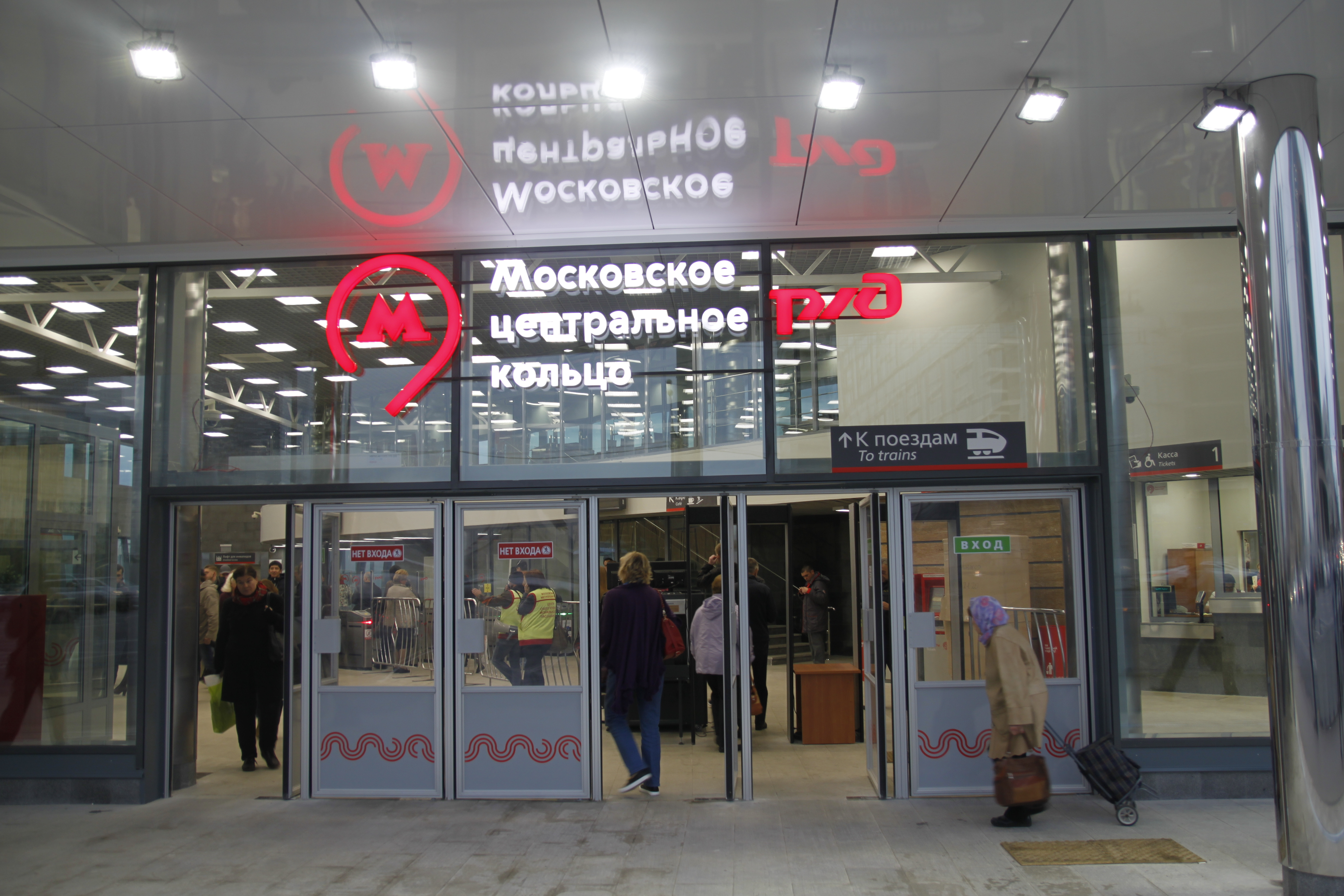
Вход
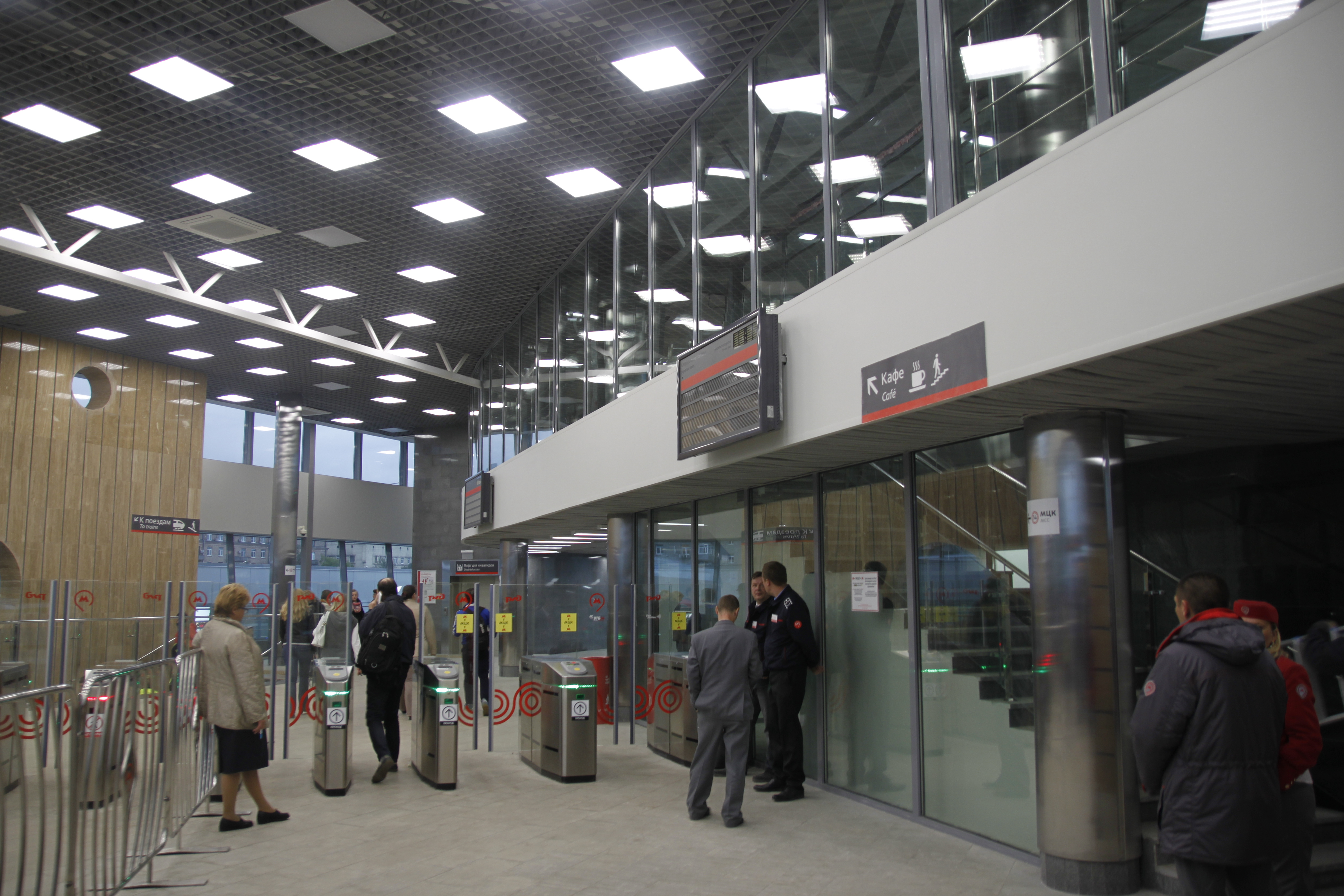
Турникеты
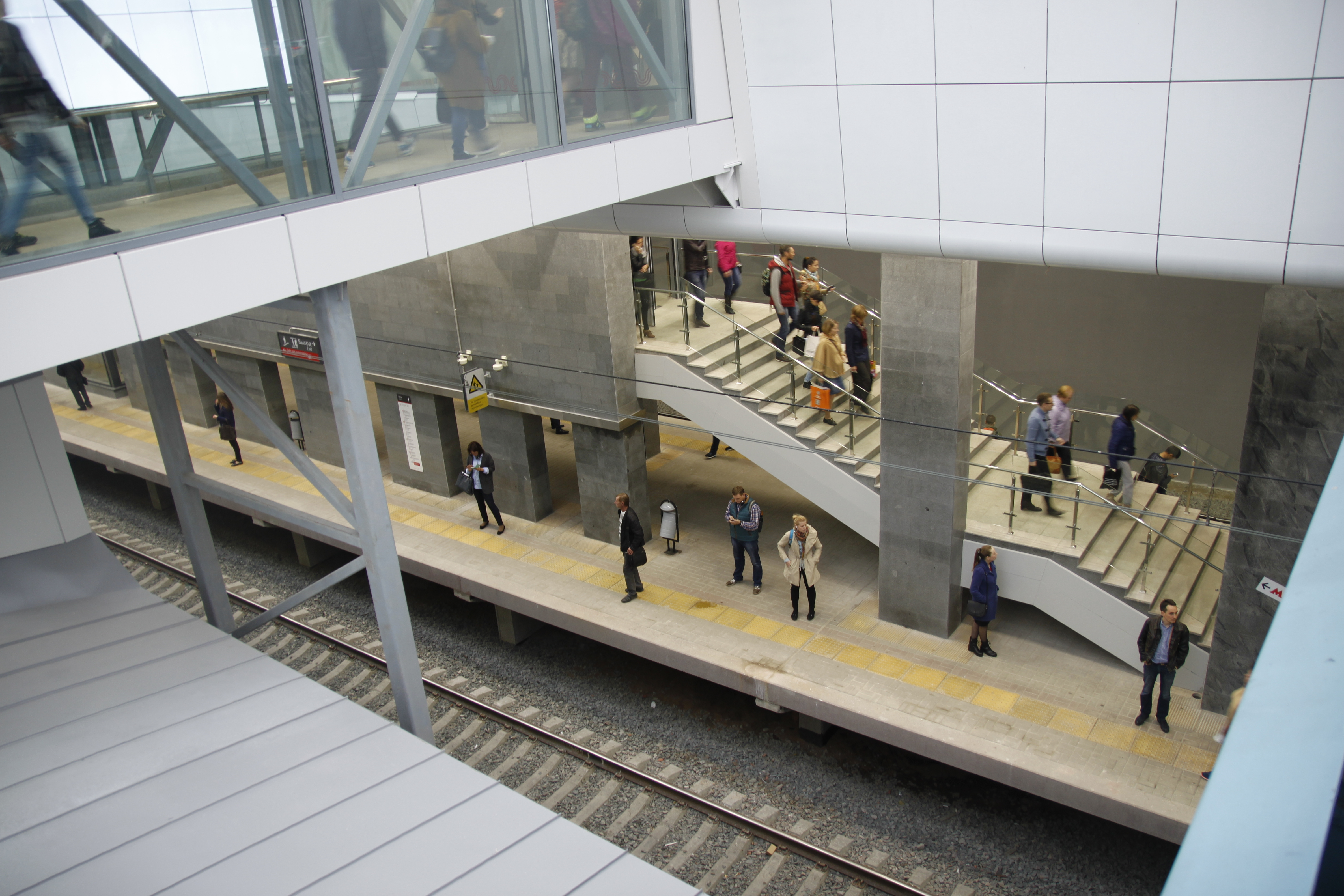
Лестница
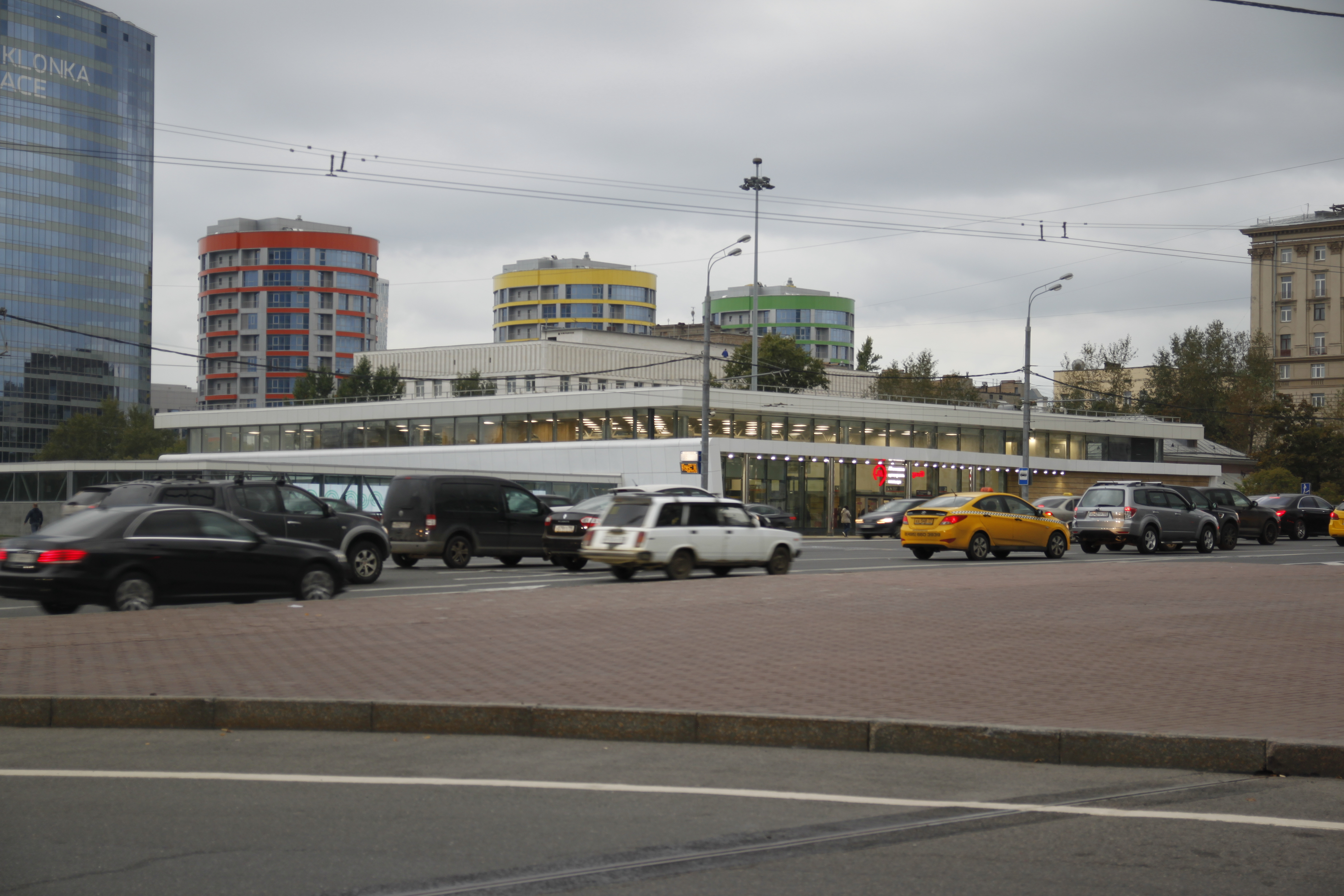
Вестибюль на уровне автодороги